# گورستان‌های اتروسکی
گورستان‌های اتروسکی در استان ویتربو، ایتالیا قرار دارند. این گورستان‌ها نشان دهنده انواع مختلف شیوه‌های تدفین از قرن نهم تا یکم قبل از میلاد و شاهد دستاوردهای فرهنگ اتروسکی هستند که طی نه قرن، اولین تمدن شهری را در شمال مدیترانه ایجاد کردند. برخی از مقبره در صخره تراشیده شده‌اند. بسیاری از آنها روی دیوارهای خود حکاکی و برخی دیگر نقاشی‌های دیواری با کیفیت فوق‌العاده دارند. گورستان نزدیک سروتری، معروف به بندتاچا، حاوی هزاران مقبره است که در طرحی شبیه شهر، با خیابان‌ها، میدان‌های کوچک و محله‌ها سازماندهی شده‌اند. گورستان تارکینیا که به مونتروتزی نیز معروف است، حاوی ۶۰۰۰ گور بریده شده در صخره است. این شهر به خاطر ۲۰۰ مقبره نقاشی شده اش که قدیمی‌ترین آنها مربوط به قرن هفتم قبل از میلاد است، مشهور است.

## ویژگی
از آنجایی که اتروسک‌ها به زندگی پس از مرگ فکر می‌کردند، مقبره به عنوان یک خانه جدید، مجهز به مجموعه ای از لباس‌ها، زیور آلات، اشیاء روزمره، مواد غذایی و نوشیدنی که متوفی استفاده می‌کرد، در نظر گرفته می‌شد. بنابراین می‌توان مقبره را از جنبه‌ای، حتی اگر جزئی یا فقط کنایه از خانه، الگوبرداری کرد و آن را با اثاثیه و شاید نقاشی دیواری با صحنه‌هایی از زندگی روزمره یا مهم‌ترین لحظات آن روی دیوارها ساخت.
|  |  |  |

## کتابشناسی - فهرست کتب

### تک نگاری‌ها
- مائورو کریستوفانی، فرهنگ لغت مصور تمدن اتروسک، میلان، ویرایشگر Giunti، 1999. شابک ۸۸-۰۹-۲۱۷۲۸-۴.
- ماریو تورلی، تاریخ اتروسک‌ها، باری، ویرایشگر لاترزا، 1984. شابک ۸۸-۴۲۰-۱۹۴۱-۰
- ماریو تورلی، گورستان ایتالیای باستان، باشگاه تورینگ ایتالیانو ادیتور، ۱۹۸۲.
- لوئیزا بانتی، دنیای اتروسک‌ها، رم، ادیتریس پریماتو، ۱۹۶۰.
- ماسیمو پالوتینو، اتروسکولوژی، میلان، هوپلی، 1984. شابک ۸۸-۲۰۳-۱۴۲۸-۲.
- ماسیمو پالوتینو، گورستان سروتری، مؤسسه پلی گرافی دولتی، ۱۹۶۴.
- گیلدا بارتولونی، فرهنگ ویلانووا. در آغاز تاریخ اتروسکی، رم، ویراستار Carocci، 2002. ISBN 88-430-2261-X.
- کارلو مائوریلیو لریسی، شواهد جدید هنر و تمدن اتروسکی، لریسی ویراستار، ۱۹۶۰.
- پائولو بروکاتو، منشأ و پیشرفت‌های اولیه مقبره‌های مکعبی اتروسکی، Arcavata di Rende: دانشگاه کالابریا، 2012. شابک ۹۷۸-۸۸-۹۸۱۹۷-۰۱-۹
- آنا موگیا، رد پا در ماسه: مقبره‌های کودکان و نوجوانان در گورستان وله تربا در اسپینا، فلورانس، All'insegna del giglio، 2004. شابک ۸۸-۷۸۱۴-۲۷۲-۷
- آنتونیو مینتو، پوپولونیا: گورستان باستانی، پیومبینو، لا استال ادیتریس، 2007. ISBN 88-89971-19-3, ۹۷۸-۸۸-۸۹۹۷۱-۱۹-۲
- رناتو بارتوچینی، نقاشی‌های اتروسکی تارکینیا، میلان، A. Martello Editore، ۱۹۵۵.
- لوئیجی کنسورتینی، گورستان اتروسکی ولترا و مقبره‌های قرن ۵ و ۶ ق. سی، لوکا، مدرسه چاپ آرتیجیانلی، ۱۹۳۳.
- الساندرا کوئن، مجموعه‌های مقبره سروتری با کوزه‌های زینتی دیرینه، فلورانس، LS Olschki، ۱۹۹۱.
- فریدو کیوستری، مقبره‌های تولوس کوئینتو در شهرداری سستو فیورنتینو، انجمن توریستی پرو سستو، ۱۹۶۹.
- رنزو رومانلی، گورستان روپسترین اتروریا: معماری: Blera, Castel D'Asso, Castro, Grotte di Castro, Norchia, S. Giovenale, S. Giuliano, Tuscania , Viterbo, Agnesotti Editore، ۱۹۸۶.